# Thrixspermum lampongense
Thrixspermum lampongense är en orkidéart som beskrevs av Johannes Jacobus Smith. Thrixspermum lampongense ingår i släktet Thrixspermum och familjen orkidéer. Inga underarter finns listade i Catalogue of Life.